# Padamara (Padamara)
Padamara is een bestuurslaag in het regentschap Purbalingga van de provincie Midden-Java, Indonesië. Padamara telt 2448 inwoners (volkstelling 2010).